# Radzewo (powiat białogardzki)
Radzewo (niem. Louisenhof) – wieś w Polsce położona w województwie zachodniopomorskim, w powiecie białogardzkim, w gminie Tychowo, leżąca między Podborskiem a miejscowością Liśnica. W latach 1975–1998 wieś należała do woj. koszalińskiego.
Według danych na dzień 31 grudnia 2009 roku wieś figuruje w spisie miejscowości Gminy Tychowo, ale jest niezamieszkana.